# ヶ
ヶ는 일본어의 표기에 사용되고 있는 문자이다. 가타카나의 ケ를 작게 한 모양을 하고 있지만, 본래 가타카나의 ケ와는 별개의 문자이다. 그 유래에는 여러 설명이 있는데, 가장 유력한 설명은 한자 "个"가 변형된 것이라는 것이며, 다시 이 个는 箇 상부의 대나무 죽에서 왔다는 설, 또는 介의 약자에서 왔다는 설 등이 있다. 箇는 個의 이체자이며 의미의 차이는 없다.

## 사용 예
- 조수사 ~개의 個자 대신에 사용된다.
  - 용례

3ヶ(세 개: "さんこ (三個)"(산코)라고 읽음)
4ヶ所(네 개소: "よんかしょ"(욘카쇼)라고 읽음)
5ヶ条(오 개조: "ごかじょう"(고카조)라고 읽음)
6ヶ月(육 개월: "ろっかげつ"(롯카게쓰)라고 읽음)

- 주로 지명을 나타내는 고유명사에서 조사 ~의에 해당되는 が 대신에 사용된다.
  - 용례

関ヶ原(세키가하라: 세키가하라 전투, 세키가하라정, 세키가하라역 등)
市ケ谷(이치가야)
鳩ヶ谷(하토가야)
袖ケ浦(소데가우라)
茅ヶ崎(지가사키)
つつじヶ丘(쓰쓰지가오카)
八ヶ岳(야쓰가타케)
鎌ヶ谷(가마가야)
青木ヶ原(아오키가하라)

※JR 히가시니혼, 도쿄 메트로, 가마가야 시등에서는 큰 ケ를 사용하고 있다. 또한 도쿄도 지요다구의 가스미가세키는 행정구분은 霞が関로 히라가나로 표기하는데 지하철 역명(가스미가세키 역)은 霞ケ関와 같이 큰 ケ를 사용하는 등 표기상 여러 가지 형태를 보인다.
- 조수사 용법에서는 "カ"로 사용될 때에 ヵ로 표기되기도 한다. 근래에는 이쪽의 표기가 눈에 띄게 많아졌다.
- 중국의 간체자에서는"个"가 個, 箇에 대응하는 정자이다.